# ديكي إكلوند
ديكي إكلوند (بالإنجليزية: Dicky Eklund)‏ مواليد 9 مايو 1957 في ماساتشوستس، الولايات المتحدة، هو ملاكم محترف أمريكي معتزل كان يصنف ضمن فئة وزن الوسط.

## إحصائيات
خاض خلال مسيرته 29 نزالا، فاز في 19 ولم يتعادل وخسر في 10. فاز بالضربة القاضية في 4 نزالا.

## روابط خارجية
- ديكي إكلوند على موقع IMDb (الإنجليزية)
- ديكي إكلوند على موقع قاعدة بيانات الفيلم (الإنجليزية)
- ديكي إكلوند على موقع بوكس ريك (الإنجليزية) (registration required)